# 临界指数
临界指数（英語：critical exponent）是物理学中用来描述物理量在临界点附近行为的指数。尽管没有得到严格证明，实验表明临界指数具有普适性，与具体的物理系统无关，仅和系统维度、关联长度与自旋维度有关。
对于四维及以上的系统，可以通过平均场理论计算得到临界指数。但对于低维系统而言平均场理论不再适用，需使用重整化群方法进行研究。

## 定义
假设相变出现在临界温度Tc处。为研究临界温度附近物理量 f 的行为，我们引入约化温度
{\displaystyle \tau :={\frac {T-T_{\mathrm {c} }}{T_{\mathrm {c} }}}}
相变即发生于约化温度为0时。于是，可以定义临界指数{\displaystyle k}:
{\displaystyle k\,{\stackrel {\text{def}}{=}}\,\lim _{\tau \to 0}{\frac {\log |f(\tau )|}{\log |\tau |}}}
相应的幂律关系为
{\displaystyle f(\tau )\propto \tau ^{k}\,,\quad \tau \approx 0}
这代表了τ → 0时函数f(τ)的渐近行为。更加普遍地，我们有
{\displaystyle f(\tau )=A\tau ^{k}\left(1+b\tau ^{k_{1}}+\cdots \right)}